# Тур де Калинга
Тур де Калинга (англ. Tour de Kalinga, ранее известный как Международный циклотон Конарк, англ. Konark International Cyclothon) — ежегодное соревнование, проводимое в основном в штате Одиша в Индии. Он был описан как «самый длинный циклотон в Азии». Тур де Калинга был ранее известен как Международный циклотон Конарк. Тур де Калинга был основан Судхиром Кумаром Дашем при Фонде «Корни Одиши» (англ. 
The Roots of Odisha Foundation).

## История

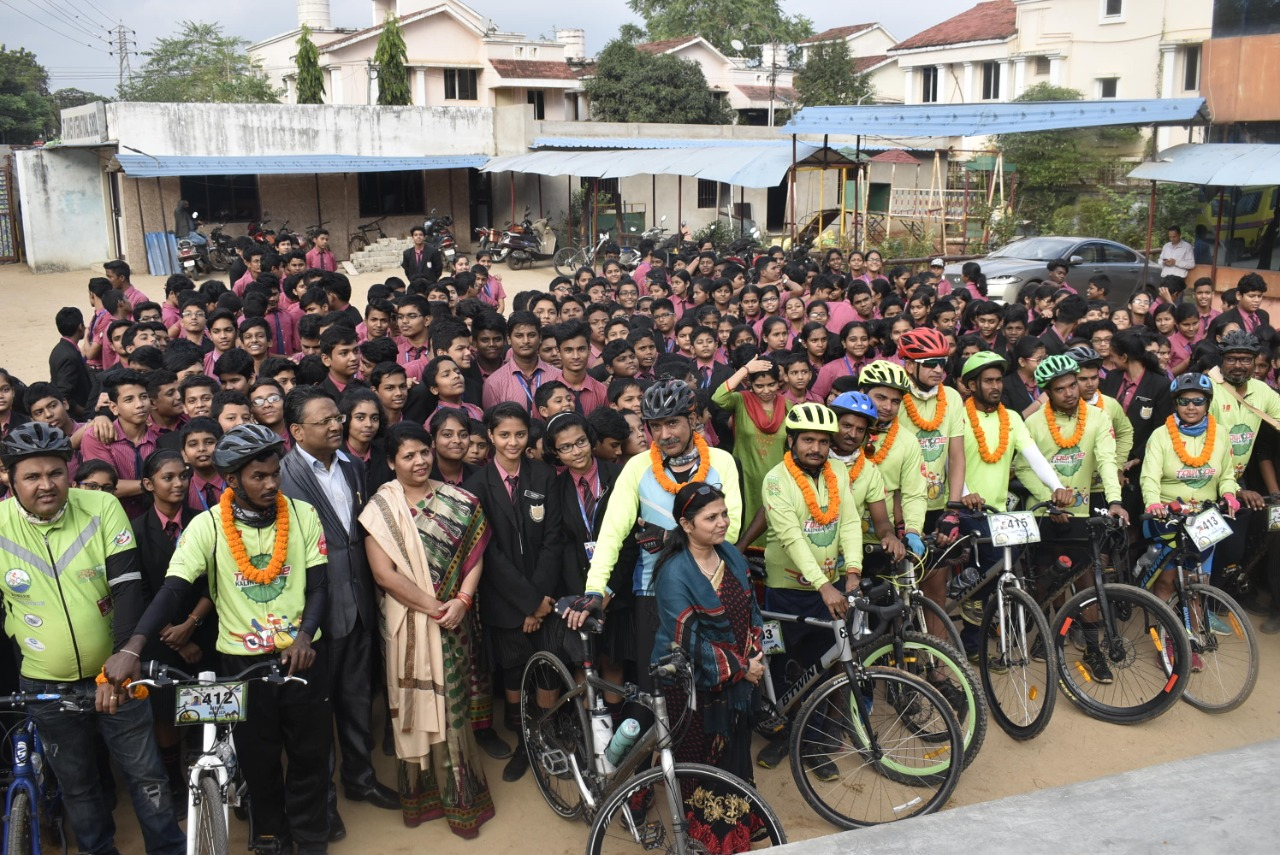
Велосипедисты на Туре де Калинга

Тур де Калинга впервые был организован в 2015 году.
Изначально он проходил по Морской дороге Конарак — Пури. Поскольку тур приобрёл популярность, гонка была удлинена от Бхубанешвара до долины Восточный Гат и завершилась в Бхубанешваре. Гонщики со всего мира начали участвовать в гонке каждый год. Кинематографист Нила Мадав Панда, бывший капитан индийской хоккейной команды Дилип Тирки, актёр Оливуда Сидханта Мохапатра, альпинист Джогабьяса Бхой, художник по пескам Манас Кумар Саху, аквалангист Сабир Букс, велосипедист из Арджуны Оардди Минтати Мохапатра присоединились к первому заезду Международной гонки Конарак.

## 2015 год
Konark International Cyclothon стартовал в 2015 году в Конараке. Циклотон начался в Конараке и завершился в Пури.

## 2016 год
Второй Тур де Калинга (Международный Циклотон Конарк) состоялся 17 декабря 2016 года в рамках движения «Давай крутить педали». Тур был начат в Бхубанешваре и завершился в Дели, расстояние составило 2000 км.

## 2017 год
Третий Тур де Калинга (Konark International Cyclothon) стартовал из Бхубанешвара 23 декабря и завершился в Корапуте 29 декабря.

## 2018 год

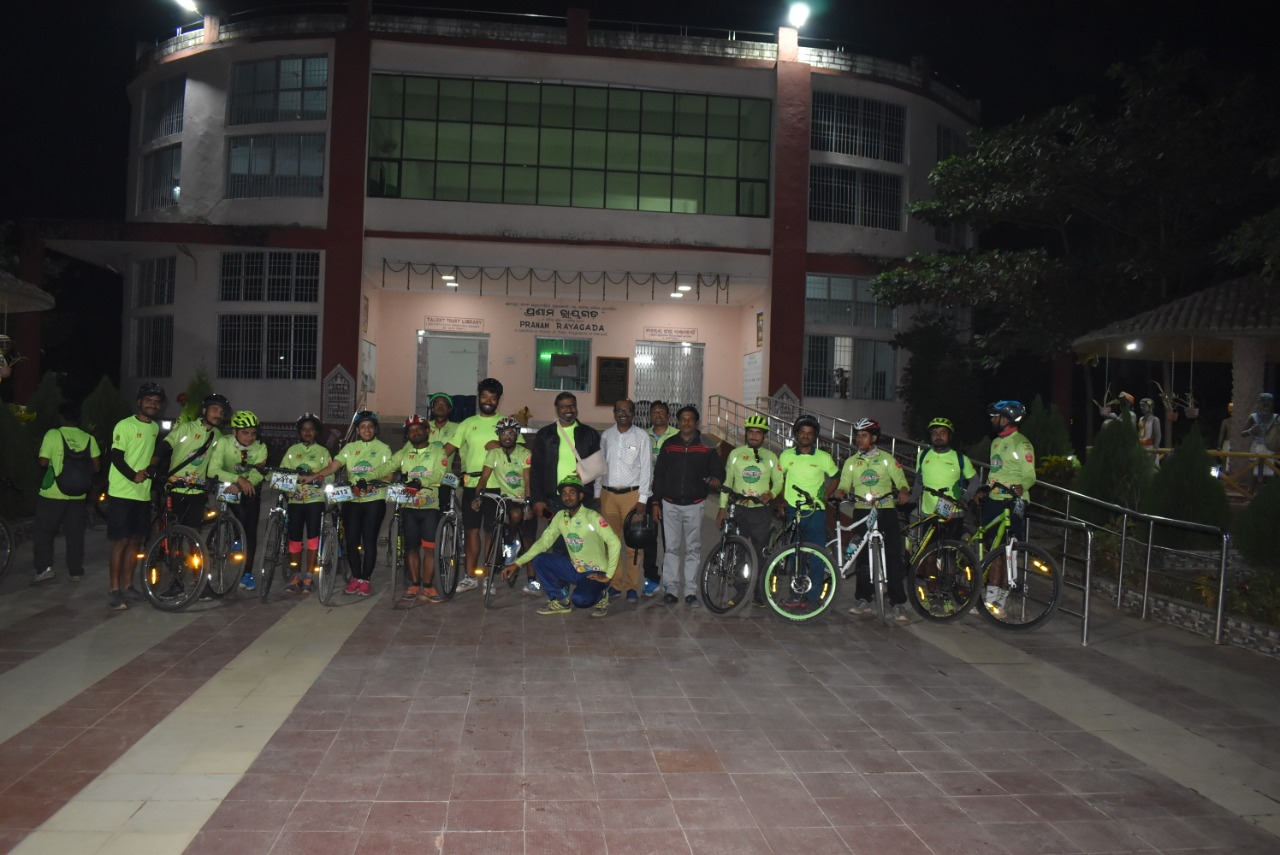
Велосипедисты на Туре де Калинга

Четвёртый Тур де Калинга начался 8 декабря 2018. Он завершился 19 декабря в Бхубанешваре. Губернатор Одиши профессор Ганеши Лал открыл четвёртый тур де Калинга в Бхубанешваре.